# Bosc-Renoult-en-Roumois
Pour les articles homonymes, voir Bosc-Renoult, Bosc et Renoult.
Bosc-Renoult-en-Roumois (prononcé [boːʁnu ɑ̃ ʁumwa] ou [buːʁnu ɑ̃ ʁumwa]) est une ancienne commune française située dans le département de l'Eure en région Normandie.
Le 1er janvier 2017, elle devient commune déléguée de la commune nouvelle nommée Thénouville.

## Géographie

### Localisation
|                         | Flancourt-Crescy-en-Roumois (comm. dél. de Épreville-en-Roumois) |             |
| Touville                | Bosc-Renoult-en-Roumois                                          | Theillement |
| Saint-Léger-du-Gennetey | Voiscreville                                                     |             |

## Toponymie
Prononciation traditionnelle [bornu] ou [burnu] « bournou ».
Le village est mentionné dans les anciens textes sous les noms de Bos Renolt (XIIIe siècle), Bosc Renolt en 1236, Bornoult en 1684 et Boscregnoult (1828).
Bosc est un mot de l'ancien français, forme primitive de bois au sens d’« espace boisé ». Le mot existe encore sous cette forme graphique en normand et en occitan. On le trouve dans de nombreux toponymes.
Renoult, fréquent en Normandie, est une variante de Renaud, nom de personne d'origine germanique Raginwald, composé de Ragin qui signifie « conseil » et Wald, issu de Waldan qui signifie « gouverner ».
Le Roumois est une région naturelle de Normandie, située au nord du département de l'Eure.

## Histoire
Village et ancienne commune française du département de l’Eure intégrée à la commune de Thénouville en janvier 2017.

## Politique et administration
| Période                                  | Période  | Identité                     | Étiquette | Qualité |
| ---------------------------------------- | -------- | ---------------------------- | --------- | ------- |
| Les données manquantes sont à compléter. |          |                              |           |         |
| mai 1871                                 | mai 1930 | Guillaume-François de Postel |           |         |
| ?                                        | ?        | Marcel Hoye                  |           |         |
| avant 1995                               | ?        | Jean Pernuit                 |           |         |
| mars 2001                                | 2008     | Maurice Hautot               |           |         |
| mars 2008                                | En cours | Céline Marouard              |           |         |

## Démographie
L'évolution du nombre d'habitants est connue à travers les recensements de la population effectués dans la commune depuis 1793. À partir du 1er janvier 2009, les populations légales des communes sont publiées annuellement dans le cadre d'un recensement qui repose désormais sur une collecte d'information annuelle, concernant successivement tous les territoires communaux au cours d'une période de cinq ans. 
Pour les communes de moins de 10 000 habitants, une enquête de recensement portant sur toute la population est réalisée tous les cinq ans, les populations légales des années intermédiaires étant quant à elles estimées par interpolation ou extrapolation. Pour la commune, le premier recensement exhaustif entrant dans le cadre du nouveau dispositif a été réalisé en 2005,.
En 2014, la commune comptait 426 habitants, en évolution de −0,23 % par rapport à 2009 (Eure : +2,66 %, France hors Mayotte : +2,49 %).
| 1793 | 1800 | 1806 | 1821 | 1831 | 1836 | 1841 | 1846 | 1851 |
| ---- | ---- | ---- | ---- | ---- | ---- | ---- | ---- | ---- |
| 300  | 278  | 276  | 267  | 332  | 274  | 278  | 404  | 258  |

| 1856 | 1861 | 1866 | 1872 | 1876 | 1881 | 1886 | 1891 | 1896 |
| ---- | ---- | ---- | ---- | ---- | ---- | ---- | ---- | ---- |
| 220  | 214  | 197  | 181  | 165  | 158  | 136  | 155  | 121  |

| 1901 | 1906 | 1911 | 1921 | 1926 | 1931 | 1936 | 1946 | 1954 |
| ---- | ---- | ---- | ---- | ---- | ---- | ---- | ---- | ---- |
| 122  | 137  | 127  | 118  | 121  | 137  | 121  | 113  | 118  |

| 1962 | 1968 | 1975 | 1982 | 1990 | 1999 | 2005 | 2010 | 2014 |
| ---- | ---- | ---- | ---- | ---- | ---- | ---- | ---- | ---- |
| 109  | 99   | 155  | 399  | 401  | 388  | 435  | 427  | 426  |

## Culture locale et patrimoine

### Lieux et monuments
- Église Saint-Clair

### Patrimoine naturel

#### Site classé
- L'église et son cimetière avec sa vieille croix en fer forgé, ses thuyas, son vieil if et son muret  Site classé (1927)[12].